# Улица Скуридина (Ломоносов)
Улица Скури́дина — улица в городе Ломоносове Петродворцового района Санкт-Петербурга. Проходит от улицы Победы до территории школы № 430 (дом 6а).
Первоначально, с 1970-х годов, называлась переулком Новосёлов.
12 декабря 1983 года переулок переименовали в улицу Скуридина — в честь Героя Советского Союза И. К. Скуридина, погибшего у деревни Сокули (ныне одноимённое садоводство в Гостилицком сельском поселении) Ломоносовского района Ленинградской области.

## Застройка
- дом 5 — детский сад № 4
- дом 6а — школа № 430
- дом 7 — детский сад № 31